# Tui Manu'a Matelita

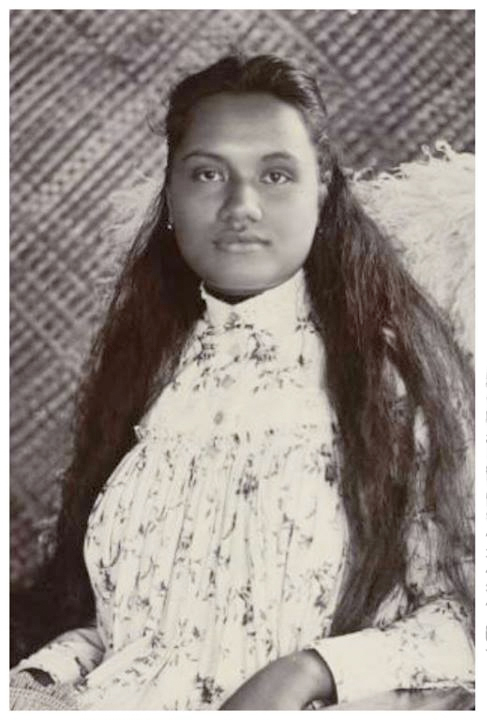
Matelita

Tui Manu'a Matelita, född 1872, död 1895, var regerande Tui Manu'a (hövding) över Manuaöarna i Amerikanska Samoa mellan 1891 och 1895.  Hon utövade främst en rituell roll. Hon gifte sig inte eftersom hon vägrade gifta sig med någon av öns hövdingar, och ingen annan man var rangmässigt tillgänglig. Hon avled fridfullt i en sjukdom, ogift och barnlös.  